# Hamdi Mabrouk
Hamdi Mabrouk, né le 5 juin 1986 à Ouerdanine, est un footballeur tunisien jouant au poste de milieu de terrain défensif.

## Carrière
- janvier 2006-janvier 2008 : Stade tunisien (Tunisie)
- janvier 2008-juillet 2011 : Étoile sportive du Sahel (Tunisie)
  - août 2010-juin 2011 : Asswehly Sports Club (Libye), prêt
- janvier 2012-juillet 2013 : Stade tunisien (Tunisie)
- janvier-septembre 2014 : Jeunesse sportive kairouanaise (Tunisie)
- septembre 2014-septembre 2015 : Nejmeh SC (Liban)
- septembre 2015-juillet 2016 : Espérance sportive de Zarzis (Tunisie)
- juillet 2016-juillet 2017 : FC Dhaid (en) (Émirats arabes unis)